# Felix Bloch
Felix Bloch, född 23 oktober 1905, död 10 september 1983, amerikansk fysiker. Han tilldelades 1952, tillsammans med E M Purcell, Nobelpriset i fysik "för deras utveckling av nya metoder för kärnmagnetiska precisionsmätningar och därmed gjorda upptäckter".

## Biografi
Bloch föddes i Zürich i Schweiz av judiska föräldrar Gustav och Agnes Bloch. Han fick sin grundutbildning vid tekniska högskolan där. Efter att från början ha studerat teknik övergick han till fysik under Peter Debye och Hermann Weyl vid Eidgenössische Technische Hochschule Zürich och Erwin Schrödinger vid Zürichs universitet. Efter sin grundexamen fortsatte han studierna under Werner Heisenberg vid Leipzigs universitet fram till sin doktorsexamen 1928. Hans doktorsavhandling lade fast kvantteorin för fasta ämnen genom att med hjälp av Bloch-vågor beskriva elektronen.
Han stannade i Europa och bedrev studier tillsammans med Wolfgang Pauli i Zürich, Niels Bohr i Köpenhamn och Enrico Fermi i Rom innan han återvände till Leipzig för att där ta upp en personlig docentur. Omedelbart efter att Adolf Hitler 1933 hade tagit makten lämnade han Tyskland för att börja arbeta vid Stanford University 1934. Hösten 1938 började han arbeta vid University of California i Berkeley för att med hjälp av 37"-cyklotronen bestämma neutronens magnetiska moment. Han återvände därifrån till Stanford för att bli universitetets första professor i teoretisk fysik och 1939 blev han amerikansk medborgare. Under andra världskriget arbetade han sedan med kärnenergi vid Los Alamos National Laboratory innan han övergick till att delta i ett radarprojekt vid Harvard University.
Efter kriget koncentrerade han sitt arbete på undersökning av nukleär induktion och kärnmagnetisk resonans, vilka är de grundläggande principerna för magnetisk resonanstomografi. År 1946 lade han fram Bloch-ekvationen som bestämmer tidsförloppet för nukleär magnetisering. Han fick tillsammans med Edward Mills Purcell 1952 års Nobelpris för "utveckling av nya sätt och metoder för precisionsmätning av nukleär magnetism".
Under 1954 - 55 tjänstgjorde han ett år som den första generaldirektören vid CERN i Schweiz och 1961 intog han Max Stein-professuren i fysik vid Stanford University.